# Torbellino, 20 años después
Torbellino, 20 años después es una telenovela peruana juvenil que se estrenó el 2 de abril de 2018 y finalizó el 11 de mayo de ese mismo año por la cadena Latina Televisión. Es la secuela de la telenovela de 1997, Torbellino, ambientada veinte años después de la telenovela original según el título. Protagonizada por Deyvis Orosco, Gabriel Calvo, Daniela Sarfati, Bárbara Cayo, Fiorella Cayo y Erika Villalobos. Además, cuenta con las nuevas actuaciones estelares de Junior Silva, Doris Fundichely, Franco Pennano, Estefania Cox, Ximena Hoyos, entre otros. Cuenta con las actuaciones antagónicas de Stefano Tosso, Cristian Rivero y Jazmín Pinedo.
La telenovela no tuvo un buen recibimiento, ya que el mismo día de su estreno también se estrenó la segunda temporada de De vuelta al barrio por la cadena América Televisión. A partir del jueves 26 de abril de 2018, la telenovela cambió de horario a las 8:35 p. m., debido al estreno de Bravazo, programa de cocina conducido por el chef peruano Gastón Acurio. Tras la mala reputación de la telenovela, Torbellino, 20 años después llegó a su fin el 11 de mayo de 2018.

## Sinopsis
Marco Vilcapoma es un rico empresario que salió de su pueblo en Abancay para conquistar el mundo; es dueño de una cadena de radios y de una empresa de buses, de niño era fanático de la agrupación juvenil Torbellino, pero aún tiene sus sueño pendientes: reunir al grupo Torbellino y conocer a Patricia, aunque la tarea no será nada fácil. Para eso, manda a su amigo Celestino Miranda a buscar a los antiguos integrantes de dicha banda. Los años transcurridos y Miriam, su bella asistente, serán sus principales obstáculos. Pero Marcos nunca se dará por vencido. 
Veinte años después, las vidas de los integrantes del grupo musical más influyente de los años 1990, Torbellino; han seguido caminos muy diferentes: Lucia es divorciada, tiene una hija producto de su matrimonio anterior con Roberto, su profesión es ser una fiscal anticorrupción y ella está con su enamorado llamado Osvaldo, un hombre sin escrúpulos que le juega sucio a Lucia, no quiere a su hija y aborrece todo lo que esta vinculado con su etapa Torbellino y sus amigos; Marisol es maestra espiritual; María es periodista y tiene un blog muy visitado que se centra en temas de violencia contra la mujer; Patricia es maestra de baile y la directora musical en el instituto "Amadeus", la escuela donde se formó Torbellino; Fabricio siempre es muy impredecible pero de grandes delirios y proyectos inrrealizables; y Roberto es el dueño del Bar Boulevard, el cual "subio" varios kilos de peso, es divorciado y fue esposo de Lucia con la que tiene una hija llamada Daniela.
En el instituto “Amadeus”, muchos jóvenes estudian con mucho talento para el canto, el baile, la actuación y mucho más, Elena siendo la directora general y Patricia siendo la directora de canto y profesora de baile, son las encargadas del instituto. Daniela Páez (quien es la hija de los exintegrantes de Torbellino, Roberto y Lucia Páez), Diego Álvarez, Mariana Maldonado, entre otros, son los jóvenes que estudian en el instituto "Amadeus" para seguir sus sueños y ser grandes artistas.

## Elenco
- Deyvis Orosco como Marcos Vilcapoma
- Gabriel Calvo como Roberto Páez Segura
- Daniela Sarfati como Lucia Béjar
- Fiorella Cayo como Patricia "Patty" Campoverde Martel
- Bárbara Cayo como Marisol Campoverde Martel
- Erika Villalobos como María Páez Segura
- Marco Zunino como Fabricio Cerna
- Jazmín Pinedo como Miriam Saavedra
- Junior Silva como Celestino Miranda (Franco)
- Cristian Rivero como Osvaldo Sarmiento
- Franco Pennano como Diego Álvarez
- Doris Fundichely como Daniela Páez Béjar
- Samantha Batallanos como Rosaura Centeno
- Luis Alcázar como William Centeno
- Vanessa Sandoval como Rita
- Sabrina Quinteros como Estela
- Sebastian Llosa como Salvador
- Estefanía Cox como Nadia Sánchez (Zully)
- Katheryne Benavides como Wendy Sánchez
- Ximena Hoyos como Mariana Maldonado (Vanessa)
- Alicia Mercado como Valentina Córdoba
- Nino Soto como Alberto Mendoza Páez “Beto”
- Alessa Esparza como Julia Franco
- Ítalo Maldonado como Rodrigo
- Eduardo Dañino como Fernando Camino
- Úrsula Boza como Isabel
- Shantall Young Oneto como Elena
- Giovanna Valcarcel como Michelle
- Stefano Tosso como Sergio Páez
- Olanda Angarita como Amalia
- Diego Potesta como Rafael "Tanque"
- Ximena Peralta como Laura
- Micaela Belmont como Silvia
- Braulio Chapell como Juan Montoya
- Ximena Díaz como Carmen Durán
- César Gabrielli como Alfredo Ganoza
- Emilio Montero como Alex Samanéz
- William Bell Taylor como Ricky Montana
- Antonio Arrué como Alberto Mendoza
- Hugo Plevisani como Giorgio
- Alejandro Delgado como Leonardo Moreno
- Ana María Jordán como Consuelo de Moreno
- Mariella Trejos como La Tía Tere
- Lourdes Berninzon como Margot
- Santiago Magill como Germán Arrese
- Gianella Neyra como Eliana
- Carlos Thorton como Gastón Peñaranda
- Renato Rossini como Claudio Cardigan
- Pablo Saldarriaga como Arturo

## Producción
Latina e Iguana Producciones realizaron una alianza para la realización de la telenovela Torbellino, 20 años después, la secuela directa de la exitosa producción de los noventa.
El 2 de febrero, se publicó el primer video promocional, en donde se puede ver a algunos de los integrantes originales de la agrupación como Fiorella Cayo, Gabriel Calvo, Daniela Sarfati y también otros rostros conocidos que se suman al elenco principal como Jazmín Pinedo, Deyvis Orosco, Stefano Tosso y Ximena Hoyos.